# Ein Lichtstrahl im Dunkel
Ein Lichtstrahl im Dunkel ist ein deutsches Stummfilm-Blindendrama aus dem Jahr 1917. Unter der Regie von Joe May spielt dessen Ehefrau Mia May die weibliche Hauptrolle. Den Blinden verkörpert Bruno Kastner.

## Handlung
Graf Palm ist ein gefragter Künstler. Seine Porträts schmeicheln stets dem Modell, und so wird der attraktive Maler von den Damen der Gesellschaft gern in Anspruch genommen und hofiert. Eines Tages erscheint Kitty Wellington, um sich gleichfalls porträtieren zu lassen. Mit im Schlepptau befindet sich Gräfin Lydia von Grabor, deren Konterfei durch eine hässliche Nase entstellt wird. Graf Gerd sieht jedoch hinter ihre Fassade und erkennt hinter dem angeblich verunstalteten Gesicht eine wunderschöne Seele. Rasch verliebt er sich in Lydia, nachdem er sie gleichfalls gemalt hat und zwar als Mutter. Bei einem Fest, das ihre Tante, Fürstin Aurelia gibt, bringt Lydia ein Lied zum Besten und bezaubert nunmehr endgültig Gerd, der ihr sofort seine Liebe gesteht. Dann bittet der Maler um ihre Hand. Lydia kann es gar nicht glauben, dass der talentierte Künstler sie liebt und gibt, aus einem tiefen Selbstzweifel heraus, ihm am folgenden Tag einen Korb. Gerd ist wie vom Donner gerührt, wahrt jedoch die Contenance, verbeugt sich und geht von dannen. Als Lydia ihm nacheilen will, ist es bereits zu spät, und er ist fort.
Jahre sind seitdem ins Land gezogen. Lydia hat sich ihre angeblich entstellende Nase von einem Schönheitschirurgen richten lassen und will nun, endlich auch äußerlich schön, sofort zu ihrem Gerd eilen. Doch mittlerweile hat das Schicksal auch in seinem Leben gnadenlos zugeschlagen. Durch die Dummheit zweier Jungen ist er blind geworden. Über den Arzt Dr. Robin, einem gemeinsamen Freund aus früheren Tagen, will Lydia als „Schwester Agnes“ erneut in Gerds Leben treten, um ihm auf diese Weise zu Diensten zu sein. Zunächst glaubt der Maler sofort Lydia an ihrer Stimme zu erkennen, doch sein Kammerdiener beruhigt ihn: dies könne nicht Gräfin Lydia sein, diese Schwester Agnes sehe im Gesicht völlig anders aus. Die schwesterlichen Dienste tun dem Blinden sichtlich gut, rasch erholt er sich unter ihrer Pflege. Eines Tages liest ihm „Schwester Agnes“ einen Brief Lydias vor, in dem sie den Geliebten um Verzeihung bittet und verspricht, seine Frau werden zu wollen. Nach anfänglicher Skepsis, dass sie diesen Schritt nur aus Mitleid gehen würde, geht die falsche Krankenschwester an den Flügel und spielt das Stück, das ihn einst verzauberte. Und bei Lydias Gesang wird Gerd nun klar, wen er die ganze Zeit vor sich hatte. Er springt auf, tastet sich zu ihr heran, und beide umarmen sich inniglich.

## Produktionsnotizen
Ein Lichtstrahl im Dunkel entstand im November 1917, passierte im darauf folgenden Monat die Filmzensur und wurde am 21. Dezember 1917 im Tauentzienpalast uraufgeführt. Die Länge des Vierakters betrug, je nach Fassung, 1675 bzw. 1619 Meter.
Für den 18-jährigen Curt Courant war dies einer seiner ersten Filme als Chefkameramann.

## Kritiken
„Ein Film, der geradezu zu einem Erlebnis wurde. Es läßt sich kaum in Worte schildern, mit welcher Spannung man Szene auf Szene folgte. Ein Drama von packender Kraft und interessantem Inhalt ist es, in welchem Mia May und Bruno Kastner hier ihre grandiose Kunst zeigen. (…) In der packendsten, erschütterndsten Weise stellt Bruno Kastner den Blinden dar. Die Szenen, in denen er das erste Mal als Blinder ißt und geht, sind wohl das Grandioseste was ein Film zu geben vermag. Mia May verkörpert die Idealgestalt der Gräfin Lydia mit so viel Anmut und Liebreiz, dass man tief ergriffen und erschüttert ist. Eine glänzende Inszenierung, das Werk Jo Mays, erstklassige Ausstattung und die besonders gute, plastische Photographie sind die weiteren Vorzüge.“

Paimann’s Filmlisten resümierte: „Stoff, Photos und Spiel ausgezeichnet. Szenerie sehr gut.“